# 34. Nemzetközi Kémiai Diákolimpia
A 34. Nemzetközi Kémiai Diákolimpiát 2002. július 5. és 14. között rendezték meg a hollandiai Groningen városában. Az 57 részt vevő ország közül Magyarország csapata a 13. helyet szerezte meg 1 arany-, 1 ezüst- és 2 bronzéremmel. További 9 ország megfigyelőként volt jelen a rendezvényen, ők az elkövetkezendő években már versenyzőként szeretnének csatlakozni.

## A verseny
A négy versenyzőből (Szalay Zsófia (Budapest), Balogh János (Kaposvár), Bein Márton (Budapest) és Parázs Dávid (Miskolc)) és három kísérőből (Magyarfalvi Gábor, Kóczán György és Villányi Attila) álló magyar csapat 2002. július 5-én érkezett meg Hollandiába. A versenyzőket a közeli Zuidbroek Van der Valk nevű hoteljében szállásolták el, majd díszvacsorán vettek részt. A megnyitóünnepség utáni napokban városnézések és kirándulások sora (Groningen, Amszterdam, Bourtange erődje, polderek) következett. A laboratóriumi, gyakorlati fordulóra július 8-án került sor. A három feladat a következő volt:
- A metil-N-acetil-fenilalaninát enzimatikus hidrolízisének időbeli lefolyásának vizsgálata sav-bázis titrálással 75 percen keresztül
- Benzilhidantoin szintézise és a kapott vegyület vékonyréteg-kromatográfiás vizsgálata
- Egy vastartalmú gyógyszer vastartalmának meghatározása színes komplex vegyület képzésével és annak spektrofotometriás mérésével

Mindhárom feladat igen időigényes volt, így aki sikerrel kívánta teljesíteni őket, több feladatot egyszerre kellett végeznie. (Ez nem mindenkinek sikerült, például Balogh János, az egyik versenyző elmondta: hiába ért el a későbbi elméleti fordulóban kimagasló pontszámot, a laborban az idejét nem sikerült beosztania, így a szerves szintézist nem tudta időben befejezni, ami igen jelentős pontveszteséget okozott.)
Természetesen a versenyen kívüli idejükben a versenyzők vegyipari üzemlátogatáson és szakmai előadáson is részt vettek: 8-án este a Groningeni Egyetem professzora, Kees Hummelen beszélt a speciális napelemek jövőjéről és egy repülőgépekhez használható könnyű, de ellenálló új anyagról. Két nappal később került sor az elméleti fordulóra, itt 10 különböző témakörben kellett bizonyítaniuk tudásukat a diákoknak:
- Az emberi szervezet oxigénfelhasználásával kapcsolatos termodinamikai számítások
- A nitrogén körforgása a természetben: nitritkoncentráció kiszámítása spektrofotometriai adatokból
- Az inulin nevű poliszacharid hidrolízisekor keletkező vegyületek szerkezete
- Termodinamikai számítások a metanolgyártás folyamatában
- Néhány aromás poliamidokkal kapcsolatos kérdés
- Foszfolipid-membránok: szerkezet, NMR-elemzés, számítások
- GSH-peptidek: szerkezet, NMR-elemzés
- Cérium-bromidos lámpákkal kapcsolatos termodinamikai számítások
- A rubinkristály rácsszerkezete, elektronszerkezete, spektroszkópiája
- Lítium-ionos akkumulátorokkal kapcsolatos elektrokémiai kérdések

Pihenésképpen a következő napokban a Játék határok nélkülhöz hasonló versenyben mérhették össze erejüket a csapatok, majd akinek kedve volt hozzá, diszkókat és kocsmákat is látogathatott. Az olimpia az érmek és dicséretek átadásával ért véget.

## Éremtáblázat
| Helyezés | Ország             | Aranyérmek | Ezüstérmek | Bronzérmek | Dicséretek |
| -------- | ------------------ | ---------- | ---------- | ---------- | ---------- |
| 1.       | Kína               | 4          | 0          | 0          | 0          |
| 2.       | Thaiföld           | 3          | 1          | 0          | 0          |
| 3.       | Dél-Korea          | 2          | 2          | 0          | 0          |
|          | Tajvan             | 2          | 2          | 0          | 0          |
|          | Ausztria           | 2          | 2          | 0          | 0          |
| 6.       | Lengyelország      | 2          | 1          | 1          | 0          |
|          | USA                | 2          | 1          | 1          | 0          |
| 8.       | India              | 2          | 0          | 2          | 0          |
| 9.       | Ukrajna            | 1          | 3          | 0          | 0          |
|          | Németország        | 1          | 3          | 0          | 0          |
| 11.      | Irán               | 1          | 2          | 1          | 0          |
|          | Oroszország        | 1          | 2          | 1          | 0          |
| 13.      | Magyarország       | 1          | 1          | 2          | 0          |
|          | Ausztrália         | 1          | 1          | 2          | 0          |
| 15.      | Horvátország       | 1          | 0          | 1          | 1          |
| 16.      | Norvégia           | 1          | 0          | 0          | 2          |
| 17.      | Kanada             | 0          | 3          | 1          | 0          |
| 18.      | Törökország        | 0          | 2          | 2          | 0          |
|          | Szingapúr          | 0          | 2          | 2          | 0          |
|          | Litvánia           | 0          | 2          | 2          | 0          |
|          | Egyesült Királyság | 0          | 2          | 2          | 0          |
| 22.      | Vietnám            | 0          | 2          | 1          | 1          |
| 23.      | Spanyolország      | 0          | 2          | 1          | 0          |
|          | Franciaország      | 0          | 2          | 1          | 0          |
| 25.      | Kazahsztán         | 0          | 2          | 0          | 2          |
|          | Észtország         | 0          | 2          | 0          | 2          |
| 27.      | Fehéroroszország   | 0          | 1          | 3          | 0          |
|          | Szlovákia          | 0          | 1          | 3          | 0          |
| 29.      | Finnország         | 0          | 1          | 2          | 1          |
| 30.      | Lettország         | 0          | 1          | 2          | 0          |
|          | Románia            | 0          | 1          | 2          | 0          |
| 32.      | Dánia              | 0          | 1          | 1          | 1          |
| 33.      | Venezuela          | 0          | 1          | 1          | 0          |
| 34.      | Hollandia          | 0          | 0          | 4          | 0          |
| 35.      | Új-Zéland          | 0          | 0          | 3          | 1          |
| 36.      | Argentína          | 0          | 0          | 3          | 0          |
|          | Szlovénia          | 0          | 0          | 3          | 0          |
|          | Csehország         | 0          | 0          | 3          | 0          |
| 39.      | Brazília           | 0          | 0          | 2          | 2          |
| 40.      | Olaszország        | 0          | 0          | 2          | 1          |
|          | Bulgária           | 0          | 0          | 2          | 1          |
| 42.      | Türkmenisztán      | 0          | 0          | 2          | 0          |
|          | Írország           | 0          | 0          | 2          | 0          |
| 44.      | Svédország         | 0          | 0          | 1          | 2          |
| 45.      | Mexikó             | 0          | 0          | 1          | 1          |
| 46.      | Azerbajdzsán       | 0          | 0          | 1          | 0          |
|          | Indonézia          | 0          | 0          | 1          | 0          |
| 48.      | Kirgizisztán       | 0          | 0          | 0          | 3          |
| 49.      | Izland             | 0          | 0          | 0          | 2          |
|          | Belgium            | 0          | 0          | 0          | 2          |
| 51.      | Uruguay            | 0          | 0          | 0          | 1          |
|          | Kuba               | 0          | 0          | 0          | 1          |
|          | Görögország        | 0          | 0          | 0          | 1          |
|          | Svájc              | 0          | 0          | 0          | 1          |
| 55.      | Egyiptom           | 0          | 0          | 0          | 0          |
|          | Kuvait             | 0          | 0          | 0          | 0          |
|          | Ciprus             | 0          | 0          | 0          | 0          |

Versenyen kívül az alábbi megfigyelő országok vettek részt az olimpián: 
- Egyesült Arab Emírségek
- Elefántcsontpart
- Japán
- Mongólia
- Nigéria
- Peru
- Portugália
- Szaúd-Arábia
- Tádzsikisztán

## A magyar csapat versenyzői
| Név           | Iskola                              | Eredmény |
| ------------- | ----------------------------------- | -------- |
| Szalay Zsófia | Budapest, Szent István Gimnázium    | Arany    |
| Bein Márton   | Budapest, Árpád Gimnázium           | Ezüst    |
| Balogh János  | Kaposvár, Táncsics Mihály Gimnázium | Bronz    |
| Parázs Dávid  | Miskolc, Földes Ferenc Gimnázium    | Bronz    |